# Baharijja-oázis
A Baharijja-oázis (arabul: الواحات البحري: átírva el-Wāḥāt el-Baḥrīya, angolul: Bahariya) Egyiptom területén, a Líbiai-sivatagban a Nílus völgye és a Farafra-oázis között található. Farafrától 185 km-re ÉK-re, Kairótól kb. 370 km-re DNy-ra fekszik.
Területe kb. 2000 km², hosszúsága 94 km, legnagyobb szélessége 42 km, lakossága 30 ezer fő volt 2000-ben. Legnagyobb települése el-Bávíti. 
Az oázis körül több hideg és meleg vízforrás található. 
A 20. század elején a Spinosaurus őslény maradványait találták itt meg.
1996-ban, majd 1999-ben Záhi Havássz vezetésével több mint száz ókori múmiát tártak fel az oázis közelében. A gazdagon aranyozott, pazarul díszített múmiákat kivételesen jó állapotban találták, szkarabeuszokkal, nyakláncokkal, fülbevalókkal és karperecekkel. 2000-ben újabb száz múmiát tártak fel. Némelyikük aranymaszkot viselt. Az ásatás folytatódik; úgy vélik, hogy még több mint 10 ezer múmiát rejt a területen a föld. A lelőhely egyelőre zárt a nagyközönség elől, de szó van róla, hogy szabadtéri múzeumot nyitnak itt. 
Már a fáraók korában jelentős földművelés, szőlőtermelés folyt a területen. Nagy mennyiségben szállítottak el innen bort. A görög-római korban Egyiptom egyik legzöldebb területe volt Baharijja. A régészek becslése szerint a terület lakossága a félmilliót is elérhette.

## Látnivalók
- Nagy Sándor makedón uralkodó templomának romjai
- Ain el-Muftella-templom a XXVI. dinasztia korából
- Az oázistól kb. 20 km-re délre a Fekete-sivatag
- Bir el-Ghaba termálfürdő. Bávititől 20 km-re ÉK-re egy eukaliptuszligetben.

## Galéria

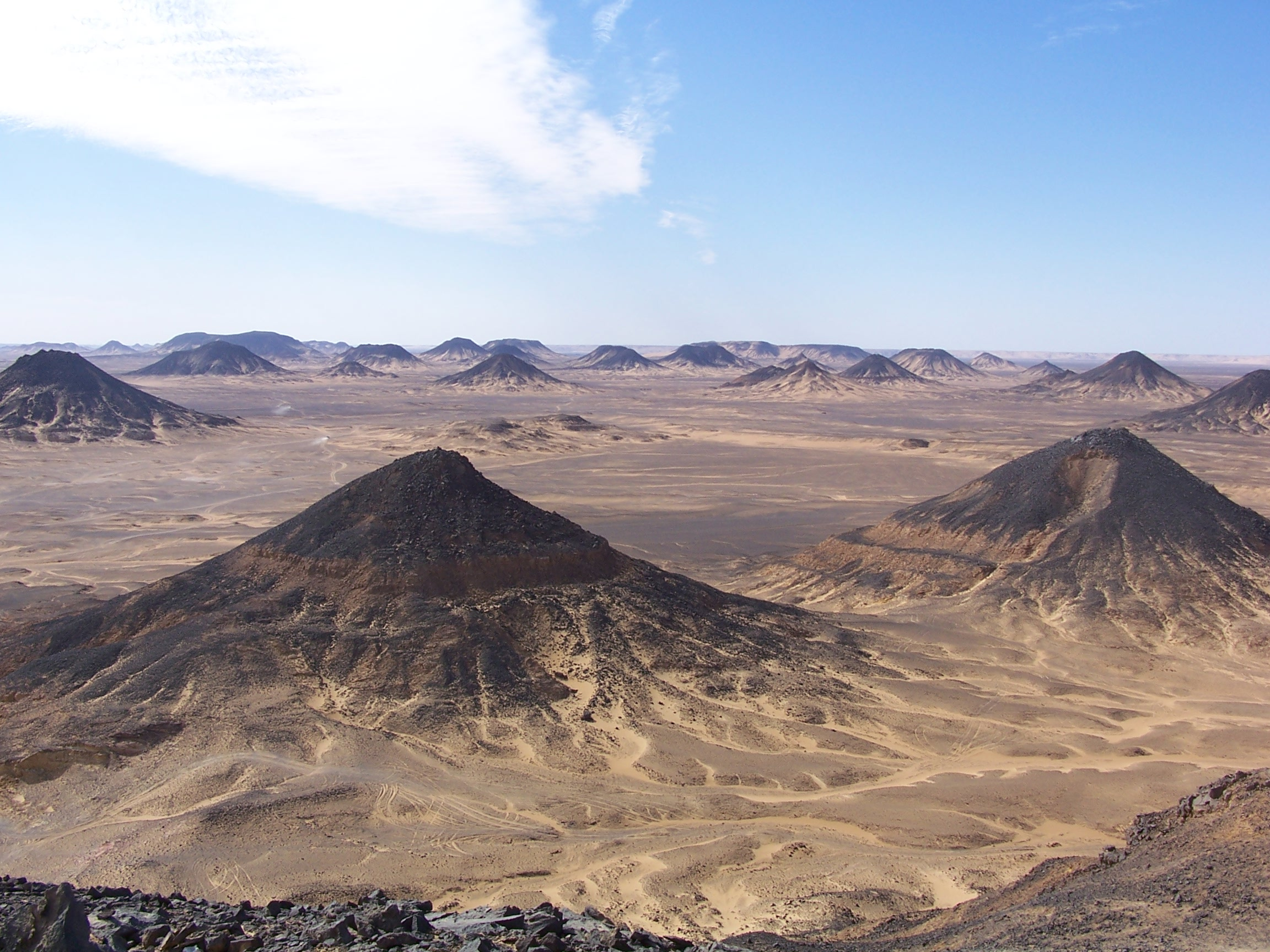
A Fekete-sivatag
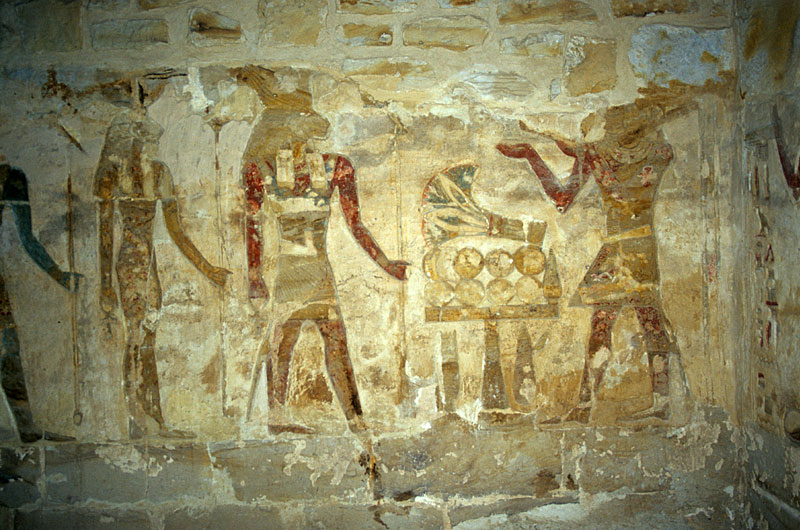
Ain el-Muftela-templom belseje
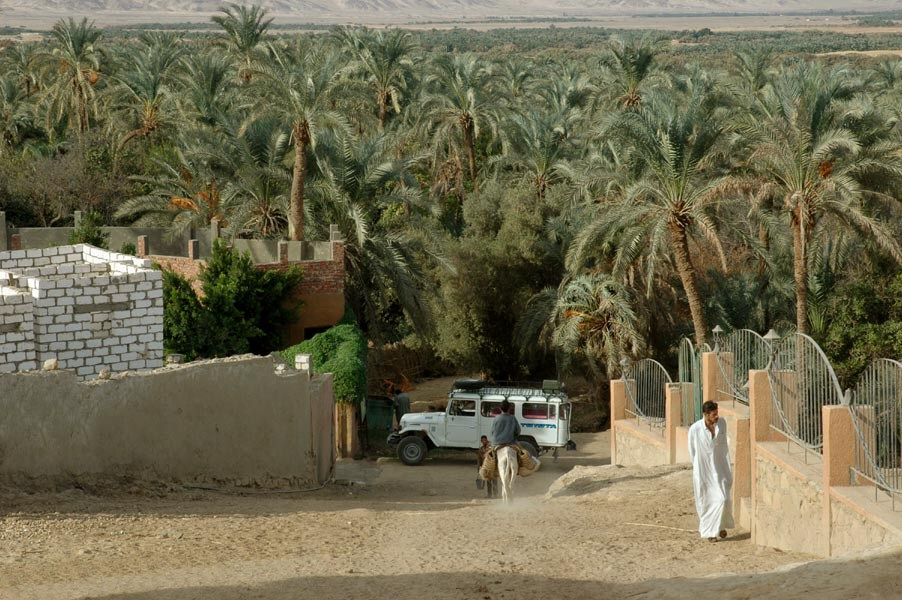
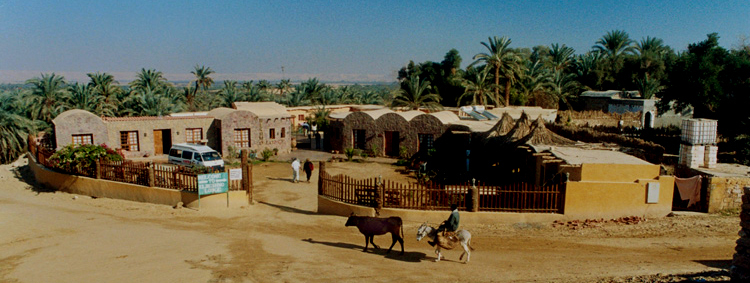

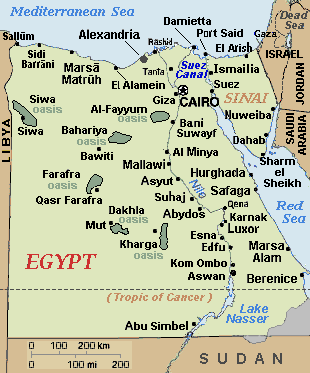
Egyiptom nagyobb oázisai

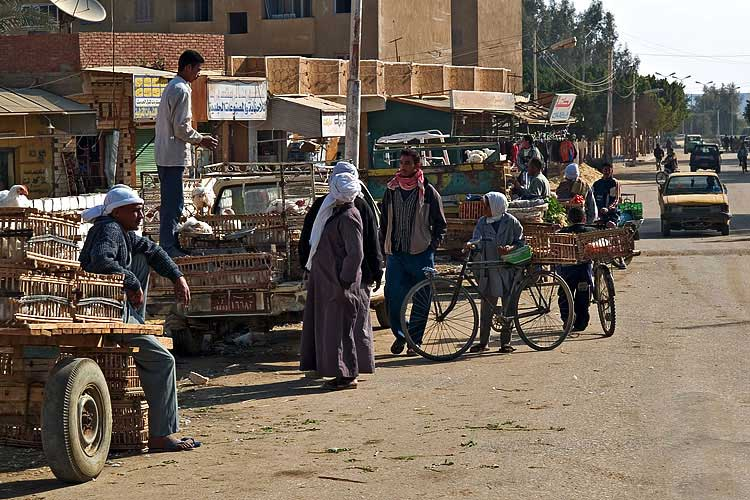
Baviti

## Fordítás
Ez a szócikk részben vagy egészben  a   Bahariya Oasis című angol Wikipédia-szócikk fordításán alapul.  Az eredeti cikk szerkesztőit annak laptörténete sorolja fel. Ez a jelzés csupán a megfogalmazás eredetét és a szerzői jogokat jelzi, nem szolgál a cikkben szereplő információk forrásmegjelöléseként.